# Дело дьяка Висковатого

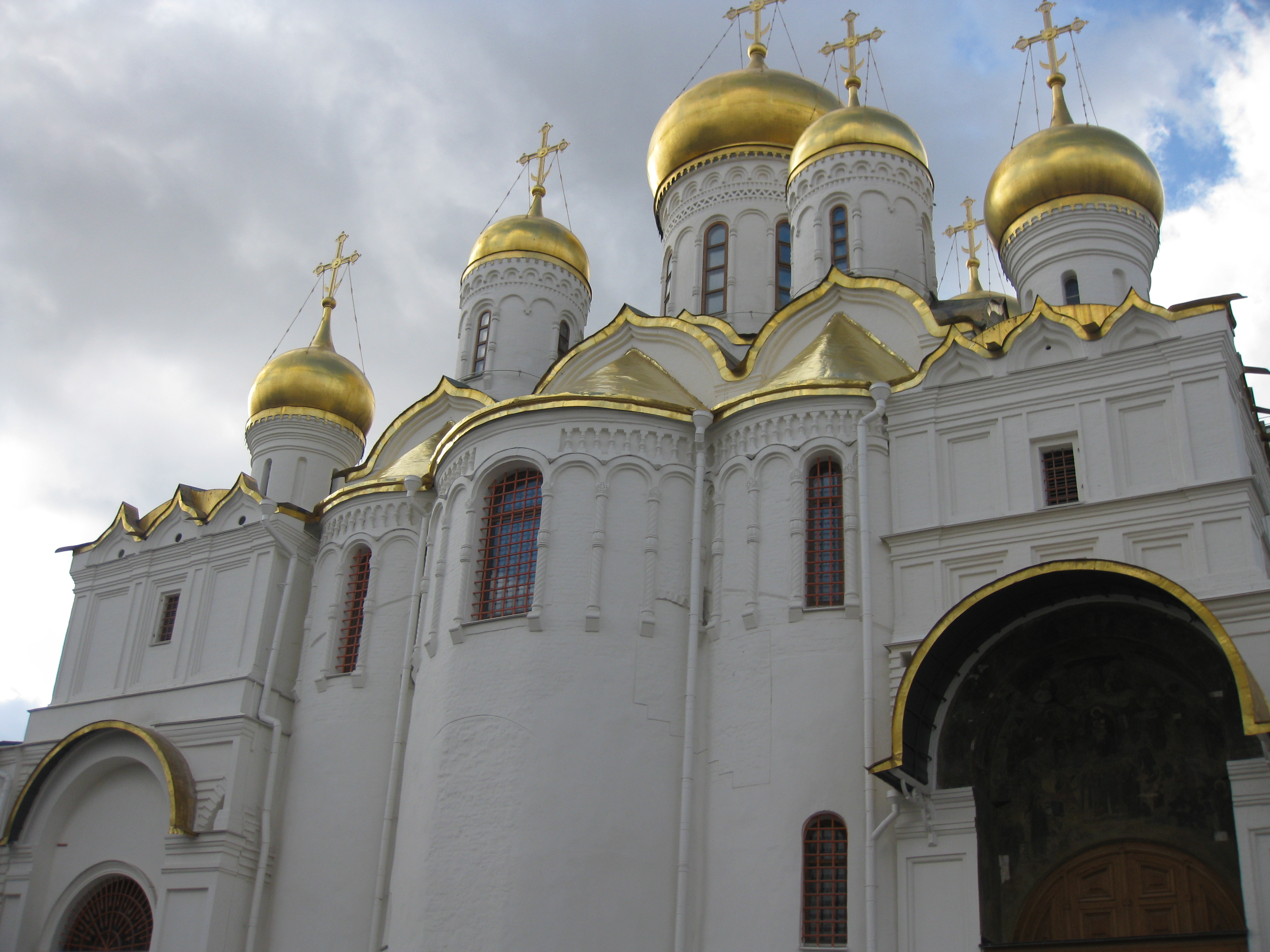
Благовещенский собор Московского Кремля

Дело Ивана Висковатого, дьяка Посольского приказа, влиятельного политического деятеля в окружении царя Ивана Грозного, рассматривалось на соборе «на еретики» 1553—1554 годов и касалось иконографического стиля новых икон, написанных для сгоревшего в 1547 году Благовещенского собора Кремля.

## Ход соборных заседаний

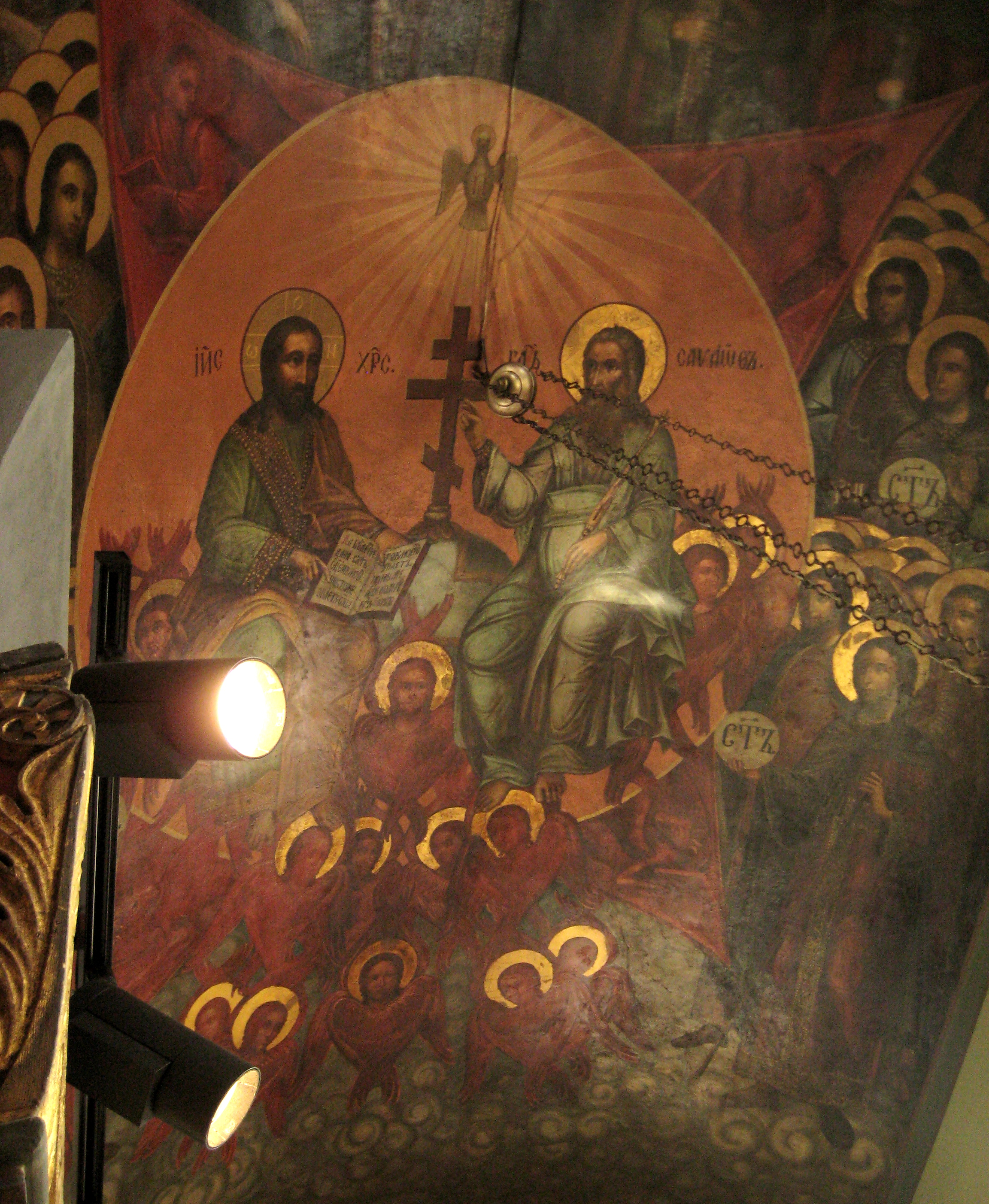
Фреска «Сопрестолье»
Благовещенский собор
Около лика Бога-Отца надпись «Господь Саваоф»

25 октября 1553 года во время соборного заседания, на котором обсуждались меры, принятые относительно иконописания на соборе 1551 года, участвующий в соборе посольский дьяк Иван Висковатый выступил против новых икон. По требованию митрополита Макария через месяц дьяк подал пространную записку, в которой излагал свои мнения относительно новых, написанных новгородскими и псковскими мастерами икон. Висковатый обвинил протопопа Благовещенского собора Сильвестра и другого благовещенского иерея Симеона в близости еретикам Матвею Башкину и старцу Артемию, связав таким образом вопрос об иконах с ересью. Для исследования вопроса дьяк просил соборного разбирательства. Соборное разбирательство по этому делу состоялось в январе 1554 года и закончилось осуждением самого дьяка. На большинство «недоумений» дьяка собор ответил отрицательно. Дьяк раскаялся в своём поведении и был осужден к трёхлетней епитимии (отстранён от причастия). Соборное определение осуждало его, согласно 64-му правилу Трулльского собора, за возмущение народа. Также запрещалось держать книги святых Правил и учить, рассуждать о невидимом Божестве и непостижимом существе. В вину дьяку ставилось и некорректное цитирование правила VII Вселенского Собора. Кроме того, собор постановил «о всех тех святых иконах, о которых еси сомнение имел, и о прочих святых иконах, впредь тебе сомнения не иметь, и не рассуждати», пригрозив на будущее отлучением.

## Существо спора
Однако вопрос об иконописи, поднятый дьяком на соборе, сложнее и не ограничивается темой церковных правил. В своей записке дьяк показал завидную эрудицию и достаточное понимание задач иконописи.
«Не подобает невидимого Божества и бесплотных воображати…»,— таким заявлением дьяка начинается спор. Речь идёт об иконном изображении первого члена Символа Веры. Висковатый настаивает, что образ Божий может быть только записан словами, а изображения Бога-Отца в образе Старца, Ветхого Днями, по пророчеству Даниила, недопустимо. Митрополит отводит это обвинение: «В нашей земле русьской отнележ просвещени быхом святым крещением, живописцы невидимого Божества по существу не описуют, а пишут и воображают по пророческому видению и по древним образцам греческим». Однако в своих возражениях Висковатый идёт дальше, различая видение Божества по пророкам и явление в Боговоплощении: «…все не едино видение видеша, не существа, но славы». «Не подобает почитать образ паче истины»,— говорит дьяк в другом месте, ссылаясь на 82-е правило Трулльского Собора. Для него ветхозаветные образы и сени минули, и после свершившегося Боговоплощения нет нужды возвращаться к ним: «Ветхая вся мимоидоша и быша вся нова». Существо вопроса для Висковатого понятно: изобразимо Боговоплощение, Богоявление как исторически свершенное деяние. «Истино Слово Божие Господь наш Иисус Христос виден нам в плотском смотрении, а прежде век от Отца невидим и неописан». Митрополит Макарий не различает Теофаний и пророческих видений: в его системе аргументации они занимают равноправное место. И это весьма существенный момент спора, выявляющий разницу подходов к иконографии.
Однако отсылка к древним греческим образцам (на них ссылаются оба полемиста) у дьяка не корректна. Святитель Макарий резонно приводит примеры изображения Бога-Саваофа в московских и новгородских церквях, причём икон греческого письма. Несколько ранее, Стоглавый собор предписал писать иконы «древних образцов, а от самомышления бы и своими догадками Божества не описывали». Однако никаких критериев древности собор не даёт. В результате все иконы, написанные ранее и как бы утверждённые временем, автоматически становились «древними» образцами.

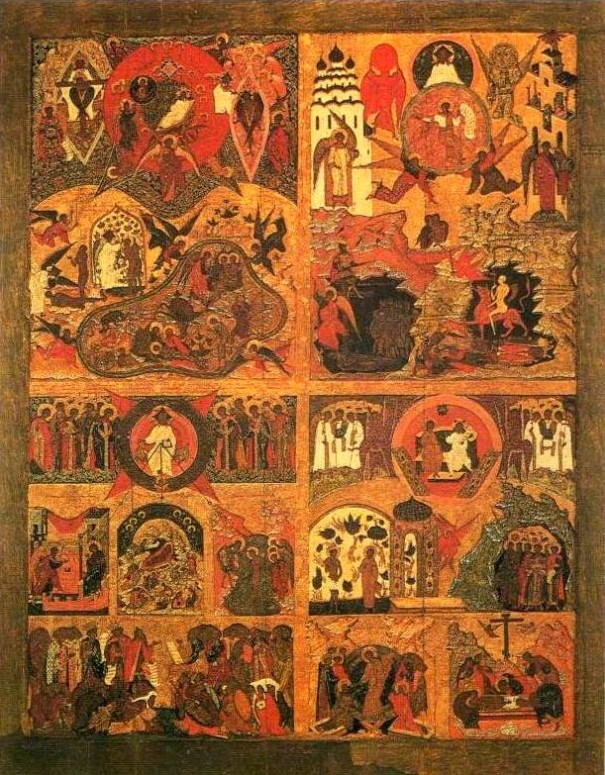
Четырёхчастная икона Благовещенского собора Московского Кремля.
1547 год.

Висковатого смущает и обилие аллегорий на иконах и в росписях в царских палатах. В частности, его недоумение вызывает изображение Христа в образе юноши облачённого в броню, держащего в руке меч. Или образ Святого Духа «в птичьем незнаемом образе».
Изображение Сына Божия в виде ангела с крыльями на иконах, изображавших сотворение мира, было истолковано Висковатым как исповедание Сына неравночестным Отцу. Здесь следует отметить ещё одну немаловажную деталь: дьяк называет этот образ «латинским мудрованием». Он прямо говорит, что «многажды слышал от Латын в разговоре, что тело Господа нашего Иисуса Христа укрываху Херувимы от срамоты». Отношение к латинству Висковатого известно по свидетельствам иностранцев. Генрих Штаден пишет, что он «к христианам (то есть к католикам) был очень враждебен». Л. А. Успенский считает, что многие элементы новой иконографии явно навеяны мотивами католической и северогерманской мистики. Эти заимствованные элементы и вызывают критику Висковатого.
Между прочим, дьяк отмечает и другую причину, по которой невозможны изображения нереалистические. Так как иконы имеют целью напоминать о Христе неграмотным, тем кто «не видят книг», то отступление от исторической правды не допустимы, ибо вводят в заблуждение, дают ложные образы.
Западное влияние начинает проникать через Новгород ещё во второй половине XV века. При архиепископе Геннадии это влияние только усиливается. В своё время москвича Геннадия возмущал символизм новых новгородских икон, в которых он видел преломление распространившейся среди новгородцев ереси. Теперь митрополит Макарий, бывший новгородский архиерей, ратует за подобные изображения. Вполне вероятно, что владыка Макарий видел насущную необходимость в подобных изображениях в целях просвещения, поборником которого, как известно, он был. Однако сложный символизм новых изображений вряд ли был понятен людям не книжным, и дидактическая цель здесь не достигается. С другой стороны дробление иконописного пространства, «разъяснительная» сложность иконы разрушают цельность образа и цельность восприятия. Такая икона ориентирована не на молитву, а на размышление.
О. Георгий Флоровский оценивает спор Висковатого с Митрополитом Макарием как столкновение двух религиозно-этических ориентаций: «традиционного иератического реализма и символизма, питаемого возбуждённым воображением». В своей книге «Пути русского богословия» О. Георгий по поводу новых икон Благовещенского собора пишет: «Икона становится слишком литературной, начинает изображать скорее идеи, чем лики; сама религиозная идея слишком часто тонет, теряется и расплывается в художественной хитрости и узорочьи форм».
Н. Е. Андреев видит в поведении посольского дьяка активное сопротивление проникновению западных новшеств и недопустимых «мудрований»: «В том и в другом случае Висковатый оказывался не только ревнителем традиционной религиозности, но действовал и как политик, государственник, слуга и сторонник московского самодержавия».

## Политическая сторона дела
Однако дело имело и политическую сторону. Жёсткая реакция митрополита на выступление дьяка была, возможно, вызвана этим фактом. Дьяк обвинил благовещенских иереев не больше и не меньше, как в ереси. Косвенно обвинение падало и на поддерживающих их митрополита. Это придавало делу особую остроту: вряд ли искушённый политик не понимал последствий своих обвинений. Действительно, Висковатый близок кругу родственников царицы Анастасии Захарьиных: книги он берёт из библиотеки боярина Михаила Морозова и брата царицы Василия Юрьева-Захарьина. Эту партию родственников царицы раздражает активная деятельность митрополита и его соратников, их влияние на политическую жизнь государства. Однако этот факт нисколько не ставит под сомнение важность вопросов поднятых Иваном Висковатым: какими бы ни были причины выступления дьяка на соборе, он затронул очень существенные вопросы.

## О новой иконографии
Появление иконографических сюжетов, вызвавших недоумение посольского дьяка, относится к концу XV века. Появляются они вначале в Пскове, городе наиболее открытым латинскому влиянию. О подобных изображениях в письме дьяку Михаилу Мисюрю-Мунехину пишет переводчик Максима Грека Дмитрий Герасимов (1518-1519 гг.). Образ называется необычным, «его опроче одного града во всей русской земле не описуют». «Один град», как явствует из этого же письма, это Псков. В том же письме Герасимов сообщает, что новгородский архиепископ Геннадий оспаривал подобные изображения, но псковичи сослались на греческие образцы и архиепископа не послушали. Отрицательно относится к ним и Максим Грек: «Преизлишне таковы образы писати, иноверным и нашим хрестианам простым на соблазн».
В 60-е годы аналогичные возражения в адрес новгородского иконописания высказывал Зиновий Отенский. Новгородский учёный монах придерживается тех же принципов теории иконописи, что и Висковатый, определяет икону, как уподобление первообразу, так же ссылается на правила Трулльского собора. Из его сочинения «Истины показание к вопросившим о новом учении» следует, что новая иконография вызывала оживлённые споры и в самом Новгороде.  Правоту дьяка подтверждают и святоотеческие творения. В писаниях патриарха Константинопольского Германа I, папы Григория II, Иоанна Дамаскина, а так же в «Многосложном свитке», написанным патриархами Христофором Александрийским, Иовом Антиохийским и Ваилием Иерусалимским для император Феофила (836 год) мы встречаем те же взгляды.
А Большой Московский собор в XVII веке по существу подтвердил недопустимость изображений Бога-Отца в образе Саваофа. Впрочем, это запрещение не соблюдается: «Троица Новозаветная» — часто встречаемый сюжет в храмовой росписи.